# S:t Karins stadsvapen

S:t Karins vapen från och med år 2009. Tidigare fungerade vapnet som Pikis kommunvapen.

S:t Karins stadsvapen är det heraldiska vapnet för S:t Karins i det finländska landskapet Egentliga Finland. Vapnet valdes som S:t Karins stadsvapen år 2009 när Pikis kommun lades samman med S:t Karins. Ursprungligen är vapnet Pikis kommuns kommunvapen.
Vapnet ritades av Ahti Hammar och godkändes av Pikis kommunfullmäktige 21 december 1954. Finlands inrikesministeriet fastställde vapnet 25 februari 1955.
Färgsättningen är hämtad från Egentliga Finlands landskapsvapen. Vapnets motiv är tre piggar med tre klöverblad. De tre piggarna syftar på Pikis kommuns finskspråkiga namn Piikkiö (Piikki = Pigg) och klöver symboliserar områdets lantbruk.

## Ursprungliga vapnet

S:t Karins vapen mellan 1955 och 2009.

Det ursprungliga vapnet för S:t Karins godkändes av S:t Karins kommunfullmäktige 25 januari 1955 och fastställdes av Inrikesministeriet 13 juni 1955. Vapnet symboliserar Katarina av Alexandria och även hennes attribut ett spikförsett trähjul syns i vapnet. S:t Karins socken har fått sitt namn från Katarina av Alexandria och även sockens stenkyrka från 1200-talet är helgad åt Katarina av Alexandria.
År 1991 lades en del av S:t Karins samman med Åbo stad. Då blev också S:t Karins gamla kyrka en del av Åbo stad och den nya Katarinaförsamlingen. Kyrkan kallas nuförtiden Sankta Katarina kyrka.
Det ursprungliga vapnet blev ett inofficiellt hembygdsvapen efter kommunsammanslagningen år 2009.